# Neuville-Ferrières

Neuville-Ferrières este o comună în departamentul Seine-Maritime, Franța. În 1 ianuarie 2022 avea o populație de 534 de locuitori.